# 890 (číslo)
Osm set devadesát je přirozené číslo. Římskými číslicemi se zapisuje DCCCXC a řeckými číslicemi ωϟʹ. Následuje po čísle osm set osmdesát devět a předchází číslu osm set devadesát jedna.

## Matematika
890 je:
- Deficientní číslo
- Složené číslo
- Nešťastné číslo
- Součet čtyř po sobě jdoucích prvočísel (211 + 223 + 227 + 229)

## Astronomie
- (890) Waltraut je planetka hlavního pásu, kterou v roce 1918 objevil Max Wolf
- NGC 890 je eliptická galaxie v Souhvězdí Trojúhelníku

## Roky
- 890
- 890 př. n. l.